# 1782
- Wikisource

| Calendário gregoriano                                                        | 1782 MDCCLXXXII                      |
| Ab urbe condita                                                              | 2535                                 |
| Calendário arménio                                                           | 1231 – 1232                          |
| Calendário bahá'í                                                            | -62 – -61                            |
| Calendário budista                                                           | 2326                                 |
| Calendário chinês                                                            | 4478 – 4479 Início a 12 de fevereiro |
| Calendário copta                                                             | 1498 – 1499                          |
| Calendário etíope                                                            | 1774 – 1775                          |
| Calendários hindus - Vikram Samvat - Calendário nacional indiano - Cáli Iuga | 1837 – 1838 1703 – 1704 4882 – 4883  |
| Calendário Holoceno                                                          | 11782                                |
| Calendário islâmico                                                          | 1196 – 1197                          |
| Calendário judaico                                                           | 5542 – 5543                          |
| Calendário persa                                                             | 1160 – 1161                          |
| Calendário rúnico                                                            | 2032                                 |
| Calendário solar tailandês                                                   | 2325                                 |

1782 (MDCCLXXXII, na numeração romana)  foi um ano comum do século XVIII do actual Calendário Gregoriano, da Era de Cristo, a sua letra dominical foi F (52 semanas), teve início a uma terça-feira e terminou também a uma terça-feira.
| Ano completo                       |
| ---------------------------------- |
| Ano comum com início à terça-feira |

## Eventos
- É colocado no templete, que para esse fim foi construído entre as duas torres sineiras, o relógio da Sé Catedral de Angra do Heroísmo, Angra.
- Publicação do romance epistolar Les liaisons dangereuses de Choderlos de Laclos.
- O elemento químico Telúrio é descoberto por Mueller von Reichenstein.

### Janeiro
- 7 de janeiro - Abertura do primeiro Banco Comercial Americano.

### Fevereiro
- 14 de fevereiro - Criada a Companhia dos Guarda Marinha da Armada Portuguesa.

### Abril
- 19 de abril — John Adams assegura o reconhecimento pela República Unida dos Países Baixos dos Estados Unidos como um governo independente. A casa que tinha comprado em Haia, torna-se a primeira embaixada americana.

### Agosto
- 7 de agosto - George Washington cria a Ordem de Mérito Militar para soldados americanos feridos em batalha.

### Dezembro
- 18 de dezembro - A rainha portuguesa D. Maria I eleva o povoado alentejano de Cuba (Portugal) à categoria de vila.

## Nascimentos
- 14 de Julho - Maximiliano José de Áustria-Este, príncipe de Módena e Reggio e arquiduque da Áustria (m. 1863).
- 27 de Outubro - Niccolò Paganini, compositor e violinista italiano (m. 1840)
- 10 de Setembro - Marie Laveau, Rainha do Vodu (m. 1881)

## Mortes
- 17 de Março - Daniel Bernoulli, Matemático e físico suíço (n. 1700).
- 8 de Maio - Marquês de Pombal, Estadista português.(n.1699)
- 14 de Maio - Dom Frei João Evangelista Pereira da Silva, português, bispo de Belém do Pará (n.1708)
- 15 de julho - Farinelli, cantor de ópera italiano (n. 1705)

## Por tema
- 1782 na ciência
- 1782 na literatura
- 1782 na música